# Emmenanthe penduliflora
Emmenanthe es un género monotípico de plantas con flores perteneciente a la familia Boraginaceae. Su única especie: Emmenanthe penduliflora, es originaria de Estados Unidos y norte de México.

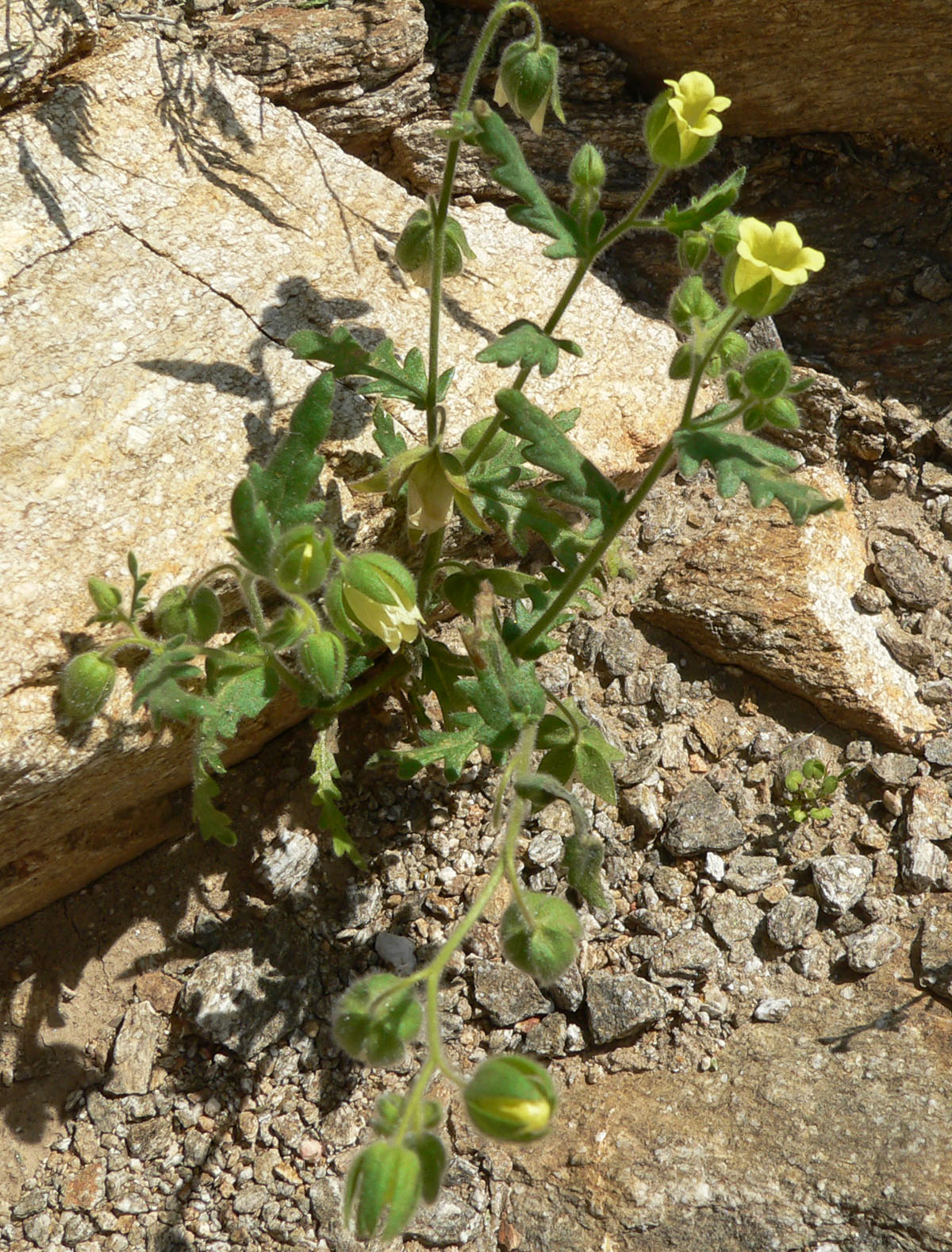
Vista de la planta en su hábitat

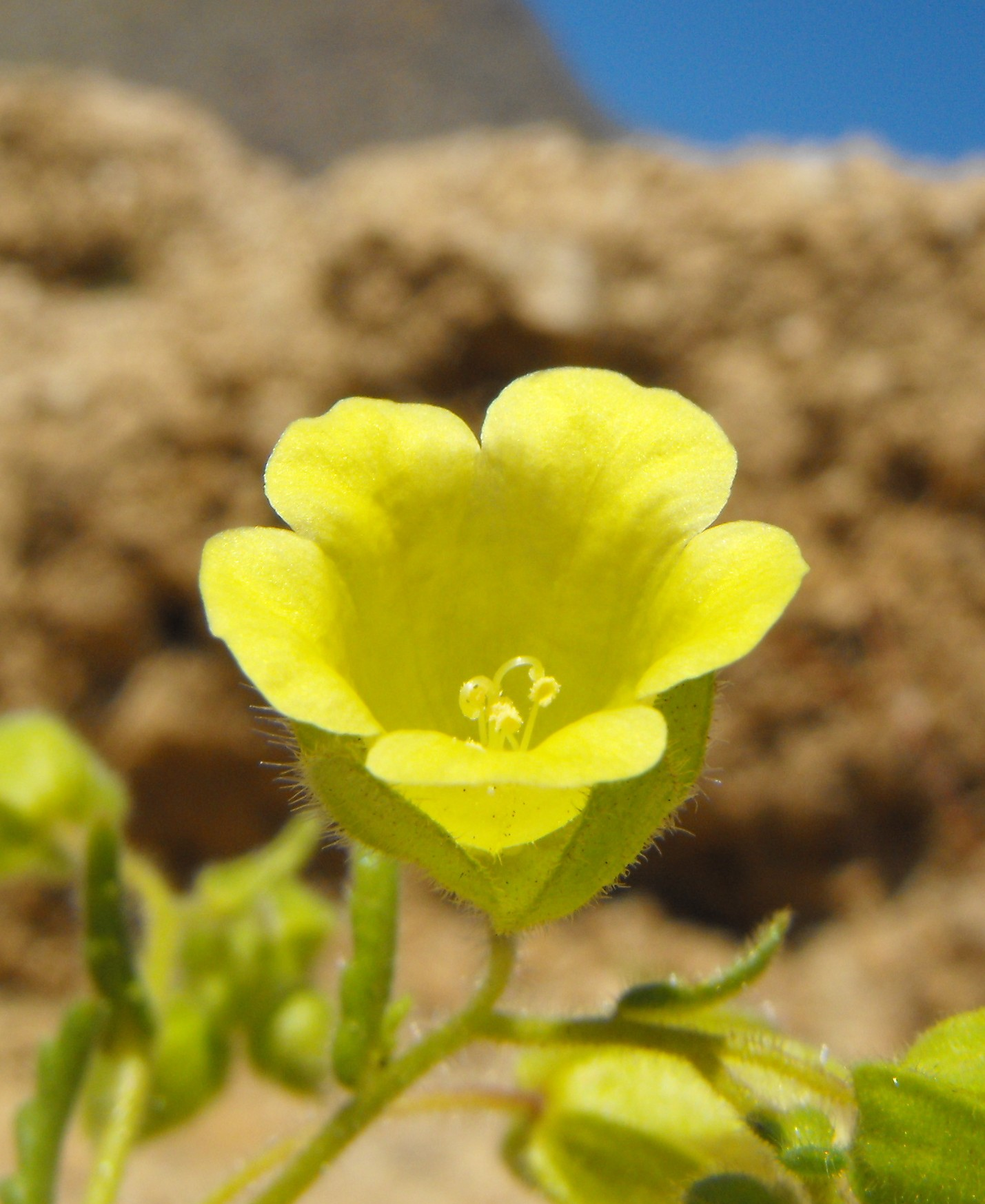
Detalle de la flor

## Descripción
Es una planta anual con follaje carnoso que exuda un jugo pegajoso con un olor medicinal. La planta viene de una roseta basal con aspecto de maleza con hojas fuertemente lobuladas. Produce inflorescencias largas con pequeñas flores colgantes en forma de campana de color amarillo o rosa, que se secan y se convierten en algo parecido al papel. Las flores que cuelgan secas hacen un crujido cuando una brisa viene a través, dándole a las campanas susurrantes su nombre común. La flor seca también contiene una fruta de un centímetro de ancho.

## Hábitat
Esta flor es más común en áreas secas y quemadas recientemente, la germinación de las semillas puede ser provocado por la presencia de material vegetal quemado. Es una planta común del ecosistema del chaparral, que es propensa a los incendios forestales.

## Taxonomía
Emmenanthe penduliflora fue descrita por   George Bentham y publicado en Transactions of the Linnean Society of London 17(2): 281. 1835.
Etimología
Emmenanthe: nombre genérico que deriva  del griego emmeno =  "permanecer", y anthos = "flor", que se refiere: "la flor que permanece", aludiendo al hecho de que la flor no se cae a medida que se deteriora.
penduliflora: epíteto latíno que significa "con las flores péndulas".
Variedad
- Emmenanthe penduliflora var. rosea Brand

Sinonimia
- Emmenanthe rosea (Brand) Constance